# Pterocryptis buccata
Pterocryptis buccata är en fiskart som beskrevs av Ng och Kottelat, 1998. Pterocryptis buccata ingår i släktet Pterocryptis och familjen malfiskar. IUCN kategoriserar arten globalt som otillräckligt studerad. Inga underarter finns listade i Catalogue of Life.